# Reformisme islàmic

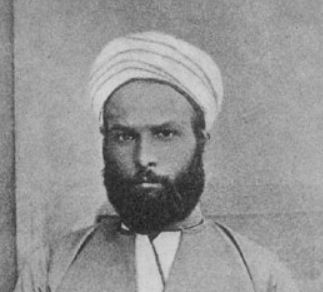
Muhàmmad Àbduh

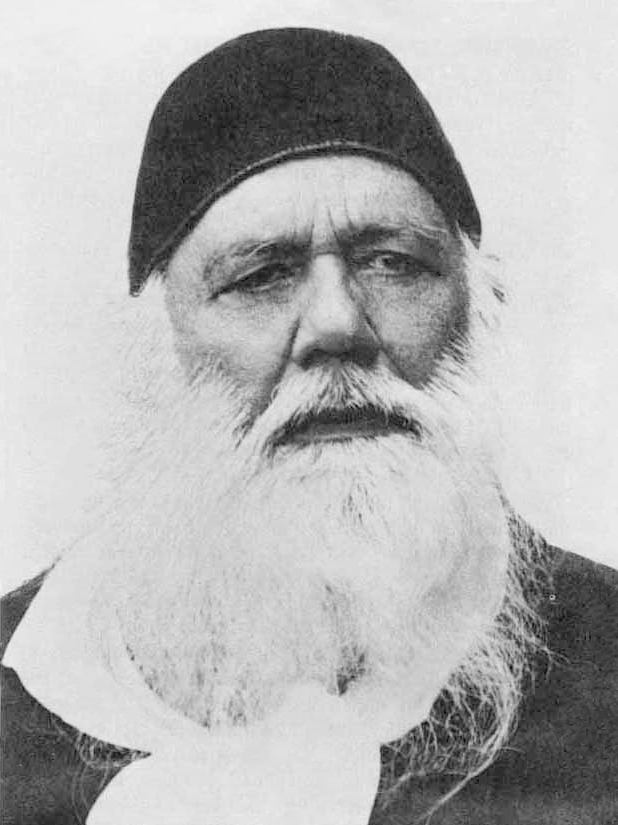
Sayyed Ahmed-Khan

El reformisme islàmic o modernisme islàmic és un moviment que va prendre forma principalment a Egipte entre la fi del segle xix i principis del segle XX com a resposta a la influència occidental i al declivi del poder islàmic que s'estaven produint des del segle xviii. El principal objectiu que perseguien era la conciliació dels valors modernistes occidentals tals com la democràcia, els drets civils, el nacionalisme, la igualtat i el progrés amb la fe musulmana, i per aconseguir-ho advocaven per la reinterpretació dels textos sagrats.
Els principals ideòlegs d'aquest moviment van ser Jamal-ad-Din al-Afghaní, Muhàmmad Àbduh i Sayyed Ahmed-Khan.
El fenomen de la reforma es coneix en àrab sota el terme de islah, que significa 'reparació', 'arranjament' o 'millora' i que en àrab modern comprèn la idea general de 'reforma'.
Entre els nombrosos autors musulmans inspirats per aquests mestres i que com ells s'autoanomenaven 'salafistes' (és a dir "els fidels al missatge original de l'islam", com els sàlaf, les primeres generacions de musulmans considerades les més 'pures'), cal destacar Muhàmmad Raixid Ridà, el principal difusor de la doctrina salafista a través de la revista Al-Manar del 1898 al 1935.

## Característiques
Les característiques principals d'aquest moviment reformista són les següents:
- Reconeixement de la important influència i incidència de la cultura occidental dins de l'islam i de les societats islàmiques. Desig de millorar els coneixements científics i tècnics occidentals i, alhora, intenció de posar límits a l'explotació directa dels països occidentals en els àrabs-islàmics a través de l'imperialisme.[4]
- Connexió amb la Nahda o moviment cultural literari renaixentista, que va marcar "el despertar" de l'orient àrab. Tant la Nahda com l'islah van tenir a veure amb la incidència i impacte del pensament i la civilització occidentals en les seves colònies.
- Evolució liberal del règim otomà, el qual governava una vasta regió de països àrabs de l'Orient Mitjà fins a la Primera Guerra Mundial. Sota el sultà Abdülmecit es va crear la primera carta imperial garantint les llibertats civils. Aquestes van haver de ser implementades de manera progressiva a causa de l'oposició dels sectors més tradicionals.
- Renovació estructural de les esglésies d'orient i la seva obertura a l'espiritualitat i a les idees occidentals. Aquest gest va comportar una doble resposta per part de molts responsables religiosos o ulemes, els qui d'una banda van reaccionar amb zel i per l'altre ho van prendre com un bon exemple a seguir.
- Invocació dels principals objectius de la xaria o llei islàmica, coneguts com a maqasid, per recolzar al bé comú o maslaha (també entesa com una segona font de jurisprudència), per així reformar aspectes polítics i ètics de la societat considerats necessaris.[5]
- Reinterpretació de les fonts sagrades per renovar la llei islàmica i introduir els nous termes civils i racionals.

## Desenvolupament
Va ser un moviment profund però fortament condicionat per circumstàncies externes. La influència occidental pot veure's tant en el contingut com en la forma del reformisme absorbint en certa manera les capacitats pròpies de l'islam i de les societats islàmiques.
La situació de l'islam al món modern es va convertir en un dels principals temes de discussió reformista. En aquestes, es reiterava les posicions a favor de l'evolució social i intel·lectual, ressaltant la importància de millorar, corregir, implementar un model d'islah en la societat. Aquesta mateixa paraula es va convertir en una espècie de leitmotiv en la literatura reformista, ja que, Muhammad Abduh la utilitza amb freqüència com el signe d'una idea-força en la seva obra Risalat al tawhid. En ella parla de reforma espiritual i social, millora dels llibres de la saviesa (islàmica) i dels mètodes d'ensenyament, regeneració de les ànimes, etcètera. Així es mostra la varietat de camps d'aplicació d'islah.
En voler reformar l'ensenyament, la justícia i les pràctiques islàmiques, els partidaris a la reforma, eren conscients d'estar atacant les estructures tradicionals de la societat musulmana. La reforma invocada per Muhammad Abduh i els seus deixebles requeria un ampli moviment de renovació que comprengués tots els sectors de la vida musulmana. Van invocar la reforma en llocs que qualificaríem de laics, com els estudis lingüístics i literaris, organitzacions (militars, escolars, etc.). Sota la seva òptica es tractaria, d'una reforma global de la ciutat musulmana.

## Reformistes islàmics
- Abdurauf Fitrat (Uzbekistan, més tard, Rússia)
- Ahmad Dahlan (Indonèsia)[7]
- Ali Shariati (Iran)
- Chiragh Alí (Índia)[7][8]
- Faraj Foda (Egipte)
- Ğäbdennasír İbrahim ulı Qursawí (Rússia)
- Jamal-ad-Din al-Afghaní[8] (Afganistan o Persia/Iran)
- Mahmoud Mohammed Taha (Sudan)
- Mahmoud Shaltout (Egipte)
- Mahmud Tarzi (Afghanistan)[7]
- Malek Bennabi (Algèria)
- Mohammed al-Ghazali (Egipte)
- Muhàmmad Àbduh[8] (Egipte)
- Muhammad Ahmad Khalafallah (Egipte)[9][10]
- Muhammad Iqbal (Índia, més tard, Pakistan)[11]
- Muhammad al-Tahir ibn Ashur (Tunísia)[12]
- Musa Jarullah Bigeev (Rússia)
- Qasim Amin (Egipte)
- Raixid Ridà (Egipte)
- Shibli Nomani[8] (Índia)
- Ahmad-Khan Bahadur[8] (Índia)
- Sàyyid Amir Alí[8] (Índia)
- Wang Jingzhai (Xina)[7]

### Reformistes contemporànis
- Abdelwahab Meddeb (França)[9]
- Abdennour Bidar (França)[9]
- Gamal al-Banna (Egipte)[9]
- Javed Ahmad Ghamidi (Pakistan)
- Muhammad Tahir-ul-Qadri (Pakistan)[13]
- Soheib Bencheikh (França)[9]
- Tariq Ramadan (Suïssa)
- Wahiduddin Khan (Índia)